# Antonov

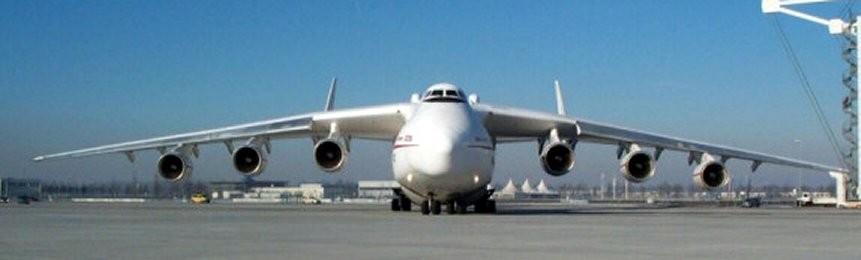
An-225

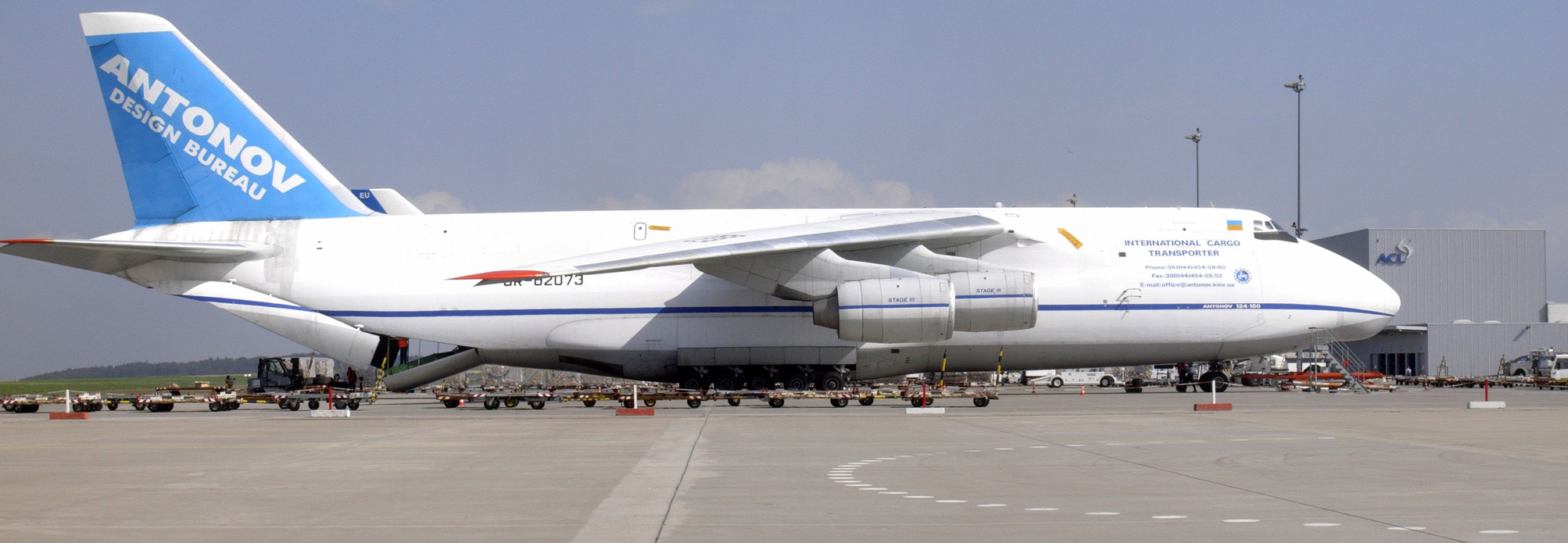
An-124-100

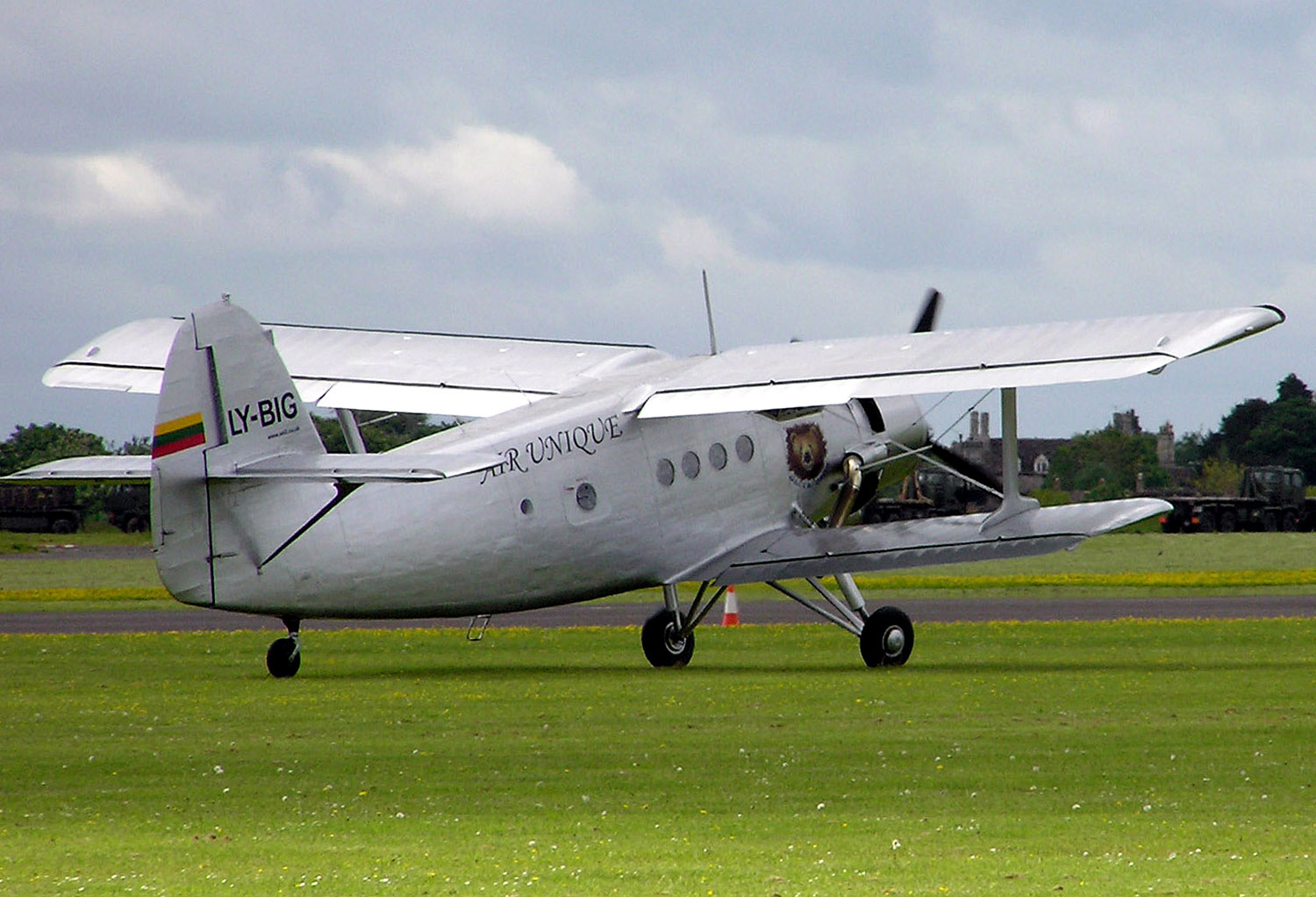
An-2

Antonov Aeronautical Scientific/Technical Complex (Antonov ASTC) är en ukrainsk (tidigare sovjetisk) flygplanstillverkare med säte i Kiev.
Ett av de mest kända Antonovplanen var världens största flygplan, det sexmotoriga An-225 Mriya, avsett enbart för frakt. Endast ett exemplar färdigställdes dock.
Antonov lanserade 2004 ett nytt regionaljetplan, An-148.

## Historia
Antonov har fått sitt namn efter konstruktören Oleg Antonov (1906–1984). Företaget grundades 21 maj 1946 som Konstruktionsbyrå nr 153 i Novosibirsk med Antonov som chef. Byrån fick samtidigt i uppdrag med att utveckla ett flygplan för jordbruket, den senare An-2. Biplanet An-2, lanserat 1947, har inklusive licenstillverkning i Kina och Polen byggts i totalt 30 000 exemplar. Samtidigt utvecklade man segelflygplanen A-9 och A-10 som tillverkades i mindre serier. 
Sommaren 1952 flyttade konstruktionsbyrån till Kiev. I slutet av 1953 fick byrån uppdraget att utveckla och tillverka ett militärt transportflygplan. Då man vid denna tid hade en stor brist på specialister anställde man i början av 1954 ett stort antal specialister från Kiev, Leningrad och Moskva och från Luftfartsinstitutet i Charkiv. I och med detta kunde man lösa uppgiften och An-8 gjorde sin jungfruresa 11 februari 1956. 
Under de kommande 30 åren utvecklade man ett antal civila och militära flygplan, däribland modeller för insatser under extrema förhållanden som An-74 och An-32. Ett komplex av fabriker byggdes upp. Under 1970-talet ändrades byråns inriktning och man började utveckla transportflygplan. Bland annat började man utvecklingen av transportplanet An-124 Ruslan för långa sträckor 1971. Planet flögs för första gången 1982.
Oleg Antonov avled den 4 april 1984 och till hans ära ändrade man byråns namn till Antonov. Pjotr Balabujev var därefter chefskonstruktör fram till maj 2005.
Man började utvecklingen av transportflygbolaget för mycket tunga och skrymmande laster upp till 250 ton – Antonov An-225. Flygplanet utvecklades under den otroligt korta perioden av tre år och flög 1988 för första gången.
Sista flighten gjordes den 5 februari 2022 då flygplanet återvände från Billund, Danmark. Efter att ha landat på flygplatsen Hostomel i Ukraina genomfördes ett sista motorbyte innan det totalförstördes i en attack mot flygplatsen. 
Sedan några år tillbaka tillverkar man inte bara flygplan utan även trådbussar och spårvagnar.

## Modeller
Bland Antonovs mest berömda konstruktioner ingår sambandsflygplanet An-2, de tunga transportplanen An-12 och An-124, samt passagerarplanen i An-24-familjen. Nämnas kan också STOL-flygplanet An-72.